# Дом Шаховской

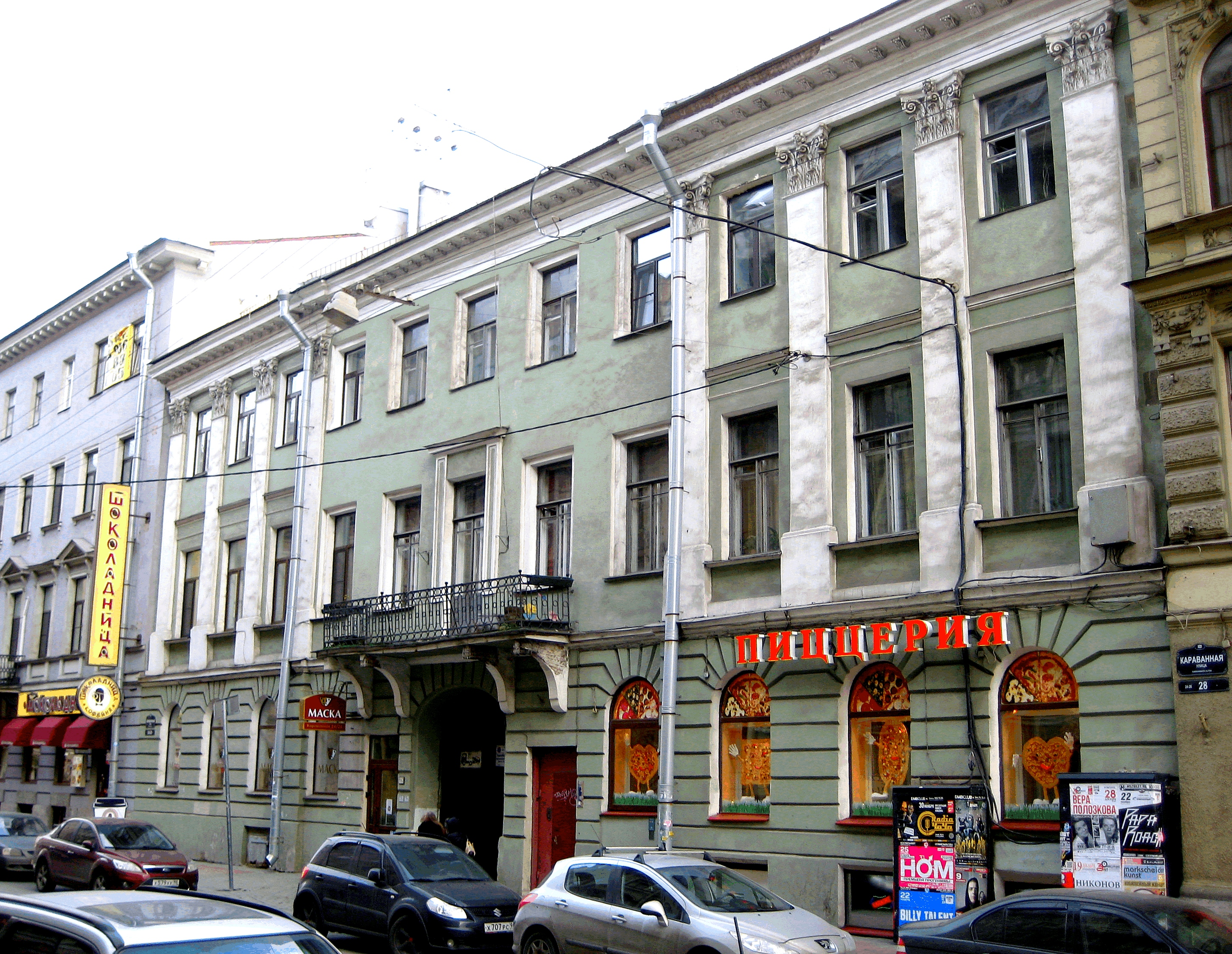
Дом со стороны Караванной улицы

Дом Шаховской (дом Зимина, дом Гурьева, дом Математического института им. В. А. Стеклова РАН) — дом в Санкт-Петербурге, современный адрес — набережная реки Фонтанки, 27, Караванная улица, 24-26.
В 1730-х годах второй от Невского проспекта участок был отдан Гавриле Зимину. На участке был построен каменный трёхэтажный дом. В 1810-х годах наследники Зимина продали участок с зданием Д. А. Гурьеву. В 1910-х годах домом владела М. А. Шаховская.
Дом перестраивался в 1820—1830 годах. В 1909—1911 годах к созданию интерьеров был привлечён И. А. Фомин, пристроивший к дому галерею в стиле классицизма; для неё овальные барельефы сделала Е. К. Маковская. Фомин оформил большой танцевальный зал ионическими пилястрами и наборным паркетом из ценных пород дерева, входную лестницу с колоннами дорического ордера. В некоторых помещениях сохранилась роспись У. А. Боданинского, десюдепорты и лепные карнизы. Напротив окна сохранился камин из жёлтого искусственного мрамора с белыми египетскими головами, над которым в белой раме с золочёной отделкой расположено зеркало с полукруглым завершением. Мотив отражения и создания бесконечной анфилады также использован при размещении зеркала напротив дверей.
В 1825 году дом арендовал Л. Лебцельтерн, муж Зинаиды Ивановны Лаваль; в его доме и арестовали Сергея Петровича Трубецкого, мужа Екатерины Ивановны Лаваль.
В начале XX века в доме было Собрание инженеров путей сообщения и правление Дебальцевского механического завода.
В 1922 году в здании располагалась Высшая эстонская партшкола, в 1928 году — редакция эстонской газеты «Эдази», журнал «Орас» и «Сяде». В 1930-е дом был надстроен на два этажа.
В 2020-е годы в здании расположено отделение Математического института им. В. А. Стеклова.